# Carcinoecetes conformis
Carcinoecetes conformis is een soort in de taxonomische indeling van de Myzozoa, een stam van microscopische parasitaire dieren. Het organisme komt uit het geslacht Carcinoecetes en behoort tot de familie Porosporidae. Carcinoecetes conformis werd in 1851 ontdekt door Diesing.